# 第5共和国 (テレビドラマ)
『第5共和国』（だい5きょうわこく、제5공화국）は、2005年4月23日から2005年9月11日までMBCで放送された大韓民国のテレビドラマ。

## 概要
1979年10月26日に起きた金載圭KCIA部長による朴正煕大統領などの暗殺事件（朴正煕暗殺事件）以降、国軍保安司令官から2度に渡るクーデターの末に政権の実権を握り、大統領にまで上り詰めた全斗煥の集権過程と大統領時代、そしてその没落を中心として第五共和国時代の韓国政治を描いたドラマ。軍事独裁政権時の韓国を題材にしたMBCの「共和国」シリーズを9年ぶりに復活させた作品で，「MBC週末企画スペシャルドラマ」として制作された。
全41話で、1979年の朴正熙暗殺事件から粛軍クーデター、5・17非常戒厳令拡大措置、光州事件、全斗煥による権力掌握と第五共和国成立，6月民主抗争・民主化宣言（1987年），第六共和国成立後の金泳三政権による全斗煥らの逮捕と裁判，全斗煥・盧泰愚の特赦（1996年）までを扱っている。

## 主な出演者

### 第5共和国
- 全斗煥：国軍保安司令官，(兼)中央情報部（KCIA）部長，国家保衛非常対策委員会常任委員長，第11・12代大統領 - イ・ドックァ
- 李順子：全斗煥夫人，新世代育成会会長 - キム・ヨンラン（朝鮮語版）
- 全敬煥（朝鮮語版）：大統領警護室警護5係長，セマウル運動本部総裁，全斗煥の弟 - オ・ヒョンソプ
- 盧泰愚：第9師団長，首都警備司令官，国軍保安司令官，内務部長官，ソウルオリンピック組織委員長，民主正義党総裁，第13代大統領，民主自由党総裁 - ソ・インソク
- 金玉淑：盧泰愚夫人 - ソン・オクスク
- 朴哲彦（朝鮮語版）：検事，大統領法律秘書官，国家安全企画部長特別補佐官，大統領政策秘書官，体育青少年部長官，盧泰愚の義弟 - イ・スンヒョン
- 許和平：保安司令部秘書室長，大統領秘書室補佐官，大統領政務第1首席秘書官 - イ・ジヌ（朝鮮語版）
- 許三守：保安司令部人事処長，大統領司正首席秘書官 - チャ・グァンス（朝鮮語版）
- 李鶴捧（朝鮮語版）：保安司令部捜査課長，対共産処長，大統領民政首席秘書官，国家安全企画部第2次長 - イ・ジェヨン
- 鄭鎬溶：第50師団長，特殊戦司令部司令官(鄭柄宙の後任)，第3軍司令官，陸軍参謀総長，内務部長官，国防部長官，全斗煥・盧泰愚らの陸士同期 - ユン・スンウォン（朝鮮語版）
- 張世東：首都警備司令部第30警備団長，第3空輸特戦旅団長，大統領警護室長，国家安全企画部長 - ホン・ハクピョ（朝鮮語版）
- 許文道：駐日大使館公報官，中央情報部（KCIA）秘書室長，大統領広報秘書官，文化公報部次官，国土統一院院長 - イ・ヒド
- 権正達：保安司令部情報処長、民主正義党事務総長 - チョン・ハノン（朝鮮語版）
- 盧信永（朝鮮語版）：外務部長官，国家安全企画部長，国務総理 - キム・ビョンキ（朝鮮語版）
- 金在益（朝鮮語版）：大統領経済首席秘書官 - チョン・ソンイル（朝鮮語版）
- 金貞烈：元空軍参謀総長・国防部長官，共和党議長，国務総理 - パク・キュチェ
- 李範錫（朝鮮語版）：大統領秘書室長、外交部長官 - シン・ヒムン
- 朴世直（朝鮮語版）：首都警備司令官，国家安全企画部第2次長 - イ・ジョンフン
- 金潤鎬-陸軍第1軍団長、合同参謀本部議長、陸軍大将 - キム・ミョンス（朝鮮語版）
- 李源祚：韓国石油開発公社社長、全斗煥らの陸士同期 - スン・ドンウン（朝鮮語版）
- 安武赫（朝鮮語版）：国会議員、国家安全企画部長、国税庁長官、陸軍准将 - ク・ボソク
- 崔順達（朝鮮語版）：日海安保統一研究所理事長 - イ・ドリョン（朝鮮語版）
- 金滿堤：財務部長官、副首相兼経済企画院長官、浦項製鉄会長 - チェ・スンチョル
- 金潤煥：文化広報部次官，大統領政務第1首席秘書官，大統領秘書室長，盧泰愚の高校同期 - シン・グィシク
- 崔秉烈：民主正義党国策研究所副所長，大統領政務首席秘書官 - ソン・ホギュン（朝鮮語版）
- 金容甲（朝鮮語版）：大統領民政首席秘書官，政務第1長官 - ジョ・ジャング

### ハナフェ
- 黄永時（朝鮮語版）：第1軍団長，陸軍参謀次長，陸軍参謀総長，陸軍大将 - ムン・フェウォン
- 兪学聖：国防部軍需次官補，第3軍司令官，陸軍大将，中央情報部（→国家安全企画部）長 - パク・ヨンジ（朝鮮語版）
- 車圭憲（朝鮮語版）：首都軍団長，陸軍士官学校長，第2軍司令官，陸軍大将，交通部長官- イ・ギョンスン
- 白雲沢（朝鮮語版）：第71防衛師団長，第1軍団長  - ソン・ヨンテ
- 朴俊炳（朝鮮語版）：第20機械化歩兵師団長，国軍保安司令官（盧泰愚の後任），陸軍大将，国会議員- キム・テジョン（朝鮮語版）
- 朴煕道（朝鮮語版）：第1空輸特戦旅団長，特殊戦司令官，陸軍参謀総長，陸軍大将 - チョン・インテク
- 崔世昌（朝鮮語版）：第3空輸特戦旅団長，合同参謀本部議長，陸軍大将 - イ・ギヨン
- 権翊鉉（朝鮮語版）：サムスン精密常務取締役，国会議員，民主正義党事務総長，全斗煥・盧泰愚らの陸士同期- キム・ドンヒョン（朝鮮語版）
- 張基梧（朝鮮語版）：第5空輸特戦旅団長，陸軍中将，総務長官 - ？
- 鄭棹永：保安司令部保安処長、陸軍准将 - キム・ミョンヒョン
- 高明昇（朝鮮語版）：大統領警護室作戦参謀，国軍保安司令官，陸軍大将 - チェ・ウンソク（朝鮮語版）
- 金振永（朝鮮語版）：首都警備司令部第33警備団長，陸軍参謀総長，陸軍大将 - キム・ヨンソク（朝鮮語版）
- 李基龍：第1空輸特戦旅団参謀長，陸軍大佐 - ファン・ジンヨン

### 10.26事件
- 朴正煕：第5～9代大統領 - イ・チャンファン
- 陸英修：朴正煕大統領夫人(既に文世光事件で死亡しており、写真や回想シーンで登場) - ヤン・ミギョン
- 朴槿恵：朴正煕大統領の長女 - コ・ジョンミン
- 朴槿暎：朴正煕大統領の次女 - ジョン・スジ
- 朴志晩：朴正煕大統領の長男、陸軍士官学校生徒 - キム・ナムギル
- 金載圭：中央情報部(KCIA)部長、朴正煕暗殺事件実行犯 - キム・ヒョンイル（朝鮮語版）
- 車智澈：大統領警護室長 - チョン・ホグン
- 金桂元：大統領秘書室長-ナ・ソンギョム
- 朴興柱（朝鮮語版）：KCIA部長随行秘書官，陸軍大佐 - キム・ソンジュン（朝鮮語版）
- 朴善浩（朝鮮語版）：KCIA儀典課長，予備役海兵大佐 - キム・ヒョク
- 沈守峰：歌手，宮井洞の宴席の同席者-シン・ドンミ
- 申才順：女子大生(漢陽大学演劇映画学専攻3年生)・モデル，宮井洞の宴席の同席者-チョ・ミナ（JEWELRY）
- 金正燮：KCIA第2次長補-カン・サング
- 金坪洙：国軍ソウル地区病院長，空軍准将-イ・ビョンシク
- 尹潽善：元大統領（第4代） - イ・ジョング（朝鮮語版）
- 白基玩：白凡思想研究所所長 - イ・ヨンソク（朝鮮語版）
- 金永先：陸軍第3士官学校（朝鮮語版）校長，10.26事件裁判長，陸軍中将 - ユン・ガプス（朝鮮語版）
- 李在田：大統領警護次長，陸軍中将-ソン・ギヒョン

### 12.12事件
- 鄭昇和：陸軍参謀総長・戒厳司令官，統一民主党常任顧問，陸軍大将 - パク・イナン
- 張泰玩：首都警備司令官，陸軍少将 - キム・ギヒョン（朝鮮語版）
- 鄭柄宙：特殊戦司令官，陸軍少将 - ミン・ウク
- 金晋基（朝鮮語版）：陸軍憲兵監，陸軍准将 - キム・ジュヨン（朝鮮語版）
- 禹国一：国軍保安司令部参謀長、陸軍准将 - パク・ピョンフン
- 尹誠敏（朝鮮語版）：陸軍参謀次長，陸軍中将 - キム・ホヨン
- 河小坤：陸軍本部作戦参謀部長，陸軍少将 - ハン・ヨンス（朝鮮語版）
- 金基宅：首都警備司令部参謀長，陸軍准将 - イ・ヨンジン
- 李建榮（朝鮮語版）：第3軍司令官，陸軍中将-チャ・ユンフェ
- 金五郎：特戦司令部秘書室長，陸軍少佐 - ヤン・ドンジェ（朝鮮語版）
- 禹慶允：陸軍犯罪捜査団長、陸軍少将 - イ・スンソン
- 申允熙（朝鮮語版）：首都警備司令部憲兵団副団長，陸軍中佐 - キム・セヒョン

### 暫定政府閣僚
- 崔圭夏：大統領代行，第10代大統領 - キム・ソンギョム
- 申鉉碻：国務総理 - シン・チュンシク
- 崔侊洙：大統領秘書室長 - パク・ギュジョム（朝鮮語版）
- 盧載鉉：国防部長官 - シン・グク（朝鮮語版）
- 金致烈：法務部長官 - イ・ソンホ
- 周永福：国防部長官（盧載鉉の後任） - チェ・ビョンハク

### 3金勢力など
- 金大中：国民連合代表，民主化推進協議会（民推協）共同議長，平和民主党総裁，第15代大統領（通称DJ） - イム・ドンジン（朝鮮語版）
- 李姫鎬：金大中夫人 - ヨン・ウンギョン（朝鮮語版）
- 金相賢：金大中の側近議員 - イ・ウォンジェ
- 金泳三：新民党総裁，民推協共同議長，新韓民主党常任顧問，統一民主党総裁，民主自由党総裁（盧泰愚の後任），第14代大統領（通称YS） - キム・ヨンゴン（朝鮮語版）
- 孫命順：金泳三夫人 - ヒョン・スッキ（朝鮮語版）
- 金徳龍：金泳三総裁秘書室長，国会議員（新民党→統一民主党→民主自由党） - チョン・ミョンファン
- 金東英：新韓民主党議員，統一民主党副総裁 - チェサンフン（崔尚勲）（朝鮮語版）
- 金鍾泌：共和党総裁，新民主共和党総裁，自由民主連合総裁（通称JP） - イ・ジョンギル（朝鮮語版）
- 朴栄玉：金鍾泌夫人 - ウォン・ジョンネ（朝鮮語版）
- 李臺燮：共和党総裁秘書室長 - ユン・スンホン（朝鮮語版）
- 朴鐘圭：共和党国会議員，元大統領警護室長，朴正煕大統領のかつての側近-キム・ボングン
- 李厚洛：共和党国会議員，元大統領秘書室長・KCIA部長，朴正煕大統領のかつての側近-パク・グァンナム
- 李敏雨：第12代国会議員，新韓民主党総裁 - ヤン・ヨンジュン（梁泳俊）（朝鮮語版）
- 李宅敦：新韓民主党議員 - キム・ジノ（朝鮮語版）
- 李哲承：新韓民主党議員，新韓民主党総裁（李敏雨の後任） - ソン・ソクホ
- 李宅熙：新韓民主党議員 - アン・ヒョンシク
- 李容九：新民党総務副局長 - イム・ビョンギ（任秉基）（朝鮮語版）
- 金龍南（朝鮮語版）：統一民主党結党を妨害する暴力集団のリーダー（通称ヨンパリ） - イ・ハヌィ
- 梁正模（朝鮮語版）： 国際グループ（朝鮮語版）会長 - ハン・インス（朝鮮語版）
- 金徳永：国際グループ副会長，梁正模の婿 - キム・ウンソク（朝鮮語版）
- 鄭周永：現代（ヒュンダイ）グループ会長 - パク・ジョングァン（朴鍾官）（朝鮮語版）
- 金重源：韓一グループ会長 - キム・ガクジュン

### アメリカ政府関係者
- ロバート・ブルースター：CIA韓国支局長 - リー・チャーム
- ウィリアム・グライスティーン（中国語版）：アメリカ合衆国駐韓大使-？
- ジョン・ウィッカム：アメリカ陸軍第8軍司令官兼在韓米軍司令官，朝鮮国連軍司令官，米韓連合司令官，アメリカ合衆国陸軍大将 - ？

### 日本
- 瀬島龍三[2]：伊藤忠商事会長 - イ・イルウン（朝鮮語版）

### 光州事件
- 朴南宣：光州市民軍報告室長 - チョン・スンジェ
- 尹祥源（朝鮮語版）：夜間学校教員，光州市民軍指導者-キム・ジョンハク
- 朴寛賢（朝鮮語版）：活動家、全南大学学生会長 - ヤン・ヒョンテ
- 李熺性（朝鮮語版）：陸軍参謀総長兼戒厳司令官（鄭昇和の後任），陸軍大将 - ホン・ミヌ（朝鮮語版）
- 尹興禎：陸軍戦闘教育司令部司令官・全羅南北道戒厳分所長，陸軍中将 - イム・ムンス
- 蘇俊烈：陸軍総合行政学校（朝鮮語版）校長・全羅南北道戒厳分所長（尹興禎の後任），陸軍少将 - ハン・ギュヒ
- 崔雄：第11空輸特戦旅団長，陸軍准将 - チョ・テボン
- 李：第11空輸特戦旅団第61大隊所属の空挺隊員，陸軍中士（軍曹） - チョ・サンギ

### 三清教育隊
- チョン・サンジン：高校2年生 - カン・ドハン（朝鮮語版）
- イ・ジョンス：暴力団員、ルームサロン総務 - イ・ジョンホ
- 訓練所教官 - イ・ウンチョル（朝鮮語版）

### 金大中事件・金大中死刑判決
- 鄭基用：陸軍法務官（軍検察部長）・戒厳普通軍法会議検察官，陸軍中佐 - ジョ・ビョンゴン
- 金敬仁：国会議員 - キム・ヨンジュン
- 沈在哲：ソウル大学総学生会長，国会議員 - キム・ヨンヒ
- 文益煥：牧師，民主活動家 - ?
- 李海瓚：民主活動家 - ?
- 文應植：戒厳普通軍法会議裁判長，陸軍少将 - イ・イルソプ
- 許京万：弁護士（新民党国会議員，元陸軍法務官・検事），戒厳普通軍法会議での金大中弁護人 - キム・ドンソク（朝鮮語版）
- 李兌榮：弁護士（ 韓国家庭法律相談所（朝鮮語版）所長，韓国初の女性弁護士）・社会活動家，戒厳普通軍法会議での弁護側証人 - チェ・ウンスク（朝鮮語版）

### 張玲子事件
- 張玲子（朝鮮語版）女性実業家，大和産業名誉会長 - イ・ヘスク
- 李哲熙：元KCIA次長・国会議員，予備役陸軍少将，大和産業会長，張玲子の夫 - ナム・ヨンジン
- 金守哲（朝鮮語版）[要リンク修正]：大亜金属社長，張玲子の元夫 - キム・ホンソク（朝鮮語版）
- キム・ジェジン：大和産業社長，張玲子の手下 - イ・ウォンヨン（朝鮮語版）
- 李圭東（朝鮮語版）：予備役陸軍准将，大韓老人会長，李順子（全斗煥夫人）の父 - キム・ユンヒョン（朝鮮語版）
- 李圭光（朝鮮語版）：予備役陸軍准将，大韓鉱業振興公社（朝鮮語版）社長、李順子の叔父・張玲子の義兄 - イム・ムンス
- 金「会長」：張玲子が接近する闇金融の大物 - ハン・テイル（韓兌一）（朝鮮語版）
- 邊康雨：共栄土建会長 - チェ・ソンギュン
- 李鐘元（朝鮮語版）：法務部長官 - キム・ジョンペ
- 鄭致根（朝鮮語版）：検察総長，法務部長官（李鐘元の後任） - ？
- 李鍾南[要リンク修正]最高検察庁中央捜査部長 - チェ・チンホン

### 緑化事業
- ユン・ソンナム：強制徴兵される大学生，陸軍二等兵 - キム・スグン（朝鮮語版）
- イ・ユンソン：偽装活動家（出身大学へのスパイ（プラークチャ））になるよう拷問を受け自殺する陸軍二等兵[3] - ?

### スージー・キム事件
- 金玉分（スージー・キム）：事件の被害者 - キム・ヘジン
- 尹泰植：スージー・キムの夫 - シン・ソンギュン（朝鮮語版）
- 南永植：駐シンガポール韓国大使館副理事官 - イ・ギョンヨン（朝鮮語版）
- 李長春：駐シンガポール韓国大使 - カク・ウンテ

### 朴鍾哲拷問致死事件
- 朴鍾哲：活動家、ソウル大学人文学部言語学科3年生・学生会長 - ?
- 趙漢慶：内務部治安本部対共分室捜査官，警衛（警部補）：ユン・テスル
- 姜鎭圭：内務部治安本部対共分室捜査官，警査（巡査部長） - ?
- 安商守：ソウル地方検察庁（朝鮮語版）刑事2部検事 - パク・ヨンス
- 鄭銶永（朝鮮語版）：ソウル地方検察庁検事長（検事正） - チャン・スングク（朝鮮語版）
- 崔桓（朝鮮語版）：ソウル地方検察庁公安2部部長検事 - チェ・ハンホ
- 申昌彦（朝鮮語版）：ソウル地方検察庁刑事2部部長検事 - シン・ジェド
- 姜玟昌：内務部治安本部長，治安総監（警察大将） - シン・ウォンギュン（朝鮮語版）
- 朴処源：内務部治安本部第5次長，治安監（警察少将） - カン・ギソン
- 黄迪駿：国立科学捜査研究所監察医 - ヤン・ジェウォン（朝鮮語版）
- 李富榮（朝鮮語版）：民主統一民衆運動連合事務局長（当時収監中） - イ・テロ（李大路）（朝鮮語版）

### その他
- ナレーター：アン・ジファン

## 制作スタッフ
- 企画：シン・ホギュン
- 脚本：ユ・ジョンス
- 演出：イム・テオ、キム・サンレ

## サブタイトル
| 話数   | サブタイトル                | 日本版サブタイトル             | 視聴率（全国） | 視聴率（首都圏） |
| ------ | --------------------------- | ------------------------------ | -------------- | ---------------- |
| 第01話 | 운명의 총소리 10・26（Ⅰ）   | 運命の銃声10.26                | 12.8%          | 13.2%            |
| 第02話 | 운명의 총소리 10・26（Ⅱ）   | 運命の銃声10.26                | 16.3%          | 16.6%            |
| 第03話 | 운명의 총소리 10・26（Ⅲ）   | 運命の銃声10.26                | 13.5%          | 13.5%            |
| 第04話 | 12・12군사쿠데타（Ⅰ）       | 12.12軍事クーデター            | 15.8%          | 16.3%            |
| 第05話 | 12・12군사쿠데타（Ⅱ）       | 12.12軍事クーデター            | 13.4%          | 14.4%            |
| 第06話 | 12・12군사쿠데타（Ⅲ）       | 12.12軍事クーデター            | 17.4%          | 17.8%            |
| 第07話 | 12・12군사쿠데타（Ⅳ）       | 12.12軍事クーデター            | 14.5%          | 15.3%            |
| 第08話 | 12・12군사쿠데타（Ⅴ）       | 12.12軍事クーデター            | 15.0%          | 15.5%            |
| 第09話 | 12・12군사쿠데타（Ⅵ）       | 12.12軍事クーデター            | 13.6%          | 14.1%            |
| 第10話 | 12・12 역쿠데타（Ⅰ）        | 12.12逆クーデター              | 13.7%          | 13.8%            |
| 第11話 | 12・12 역쿠데타（Ⅱ）        | 12.12逆クーデター              | 10.7%          | 11.2%            |
| 第12話 | 서울의 봄                   | ソウルの春                     | 11.6%          | 11.3%            |
| 第13話 | K-공작계획                  | K-工作活動                     | 12.8%          | 12.6%            |
| 第14話 | 5.17 군사쿠데타             | 5.17軍事クーデター             | 12.9%          | 13.7%            |
| 第15話 | 5.18 광주민주화운동（Ⅰ）    | 光州民主化運動                 | 12.8%          | 13.1%            |
| 第16話 | 5.18 광주민주화운동（Ⅱ）    | 光州民主化運動                 | 15.4%          | 15.3%            |
| 第17話 | 5.18 광주민주화운동（Ⅲ）    | 光州民主化運動                 | 14.6%          | 14.8%            |
| 第18話 | 5.18 광주민주화운동（Ⅳ）    | 光州民主化運動                 | 13.7%          | 13.7%            |
| 第19話 | 5·18 광주민주화운동（Ⅴ）    | 光州民主化運動                 | 11.2%          | 11.2%            |
| 第20話 | 혁명위원회-국보위           | 革命委員会-国保委              | 15.4%          | 15.7%            |
| 第21話 | 최규하 하야작전             | 崔圭夏下野作戦                 | 11.9%          | 11.9%            |
| 第22話 | 비밀 사조직 하나회          | 秘密私組織一心(ハナ)会         | 14.3%          | 13.5%            |
| 第23話 | 삼청교육대（Ⅰ）             | 三清教育隊                     | 13.6%          | 13.9%            |
| 第24話 | 삼청교육대（Ⅱ）             | 三清教育隊                     | 13.9%          | 14.0%            |
| 第25話 | 김대중 내란음모사건         | 金大中内乱陰謀事件             | 12.8%          | 13.2%            |
| 第26話 | 언론 통폐합                 | 言論統廃合                     | 13.0%          | 13.5%            |
| 第27話 | 큰손 장영자（Ⅰ）            | 仕手張玲子                     | 10.9%          | 11.5%            |
| 第28話 | 큰손 장영자（Ⅱ）            | 仕手張玲子                     | 11.9%          | 12.3%            |
| 第29話 | 큰손 장영자（Ⅲ）            | 仕手張玲子                     | 12.5%          | 13.5%            |
| 第30話 | 청와대 비서실               | 青瓦台秘書室                   | 14.2%          | 14.6%            |
| 第31話 | 녹화사업-프락치（Ⅰ）        | 緑化事業-偽装活動家            | 9.7%           |                  |
| 第32話 | 녹화사업-프락치（Ⅱ）        | 緑化事業-偽装活動家            | 9.9%           | 10.9%            |
| 第33話 | 국제그룹 해체（Ⅰ）          | 国際グループ解体               | 11.3%          | 11.9%            |
| 第34話 | 국제그룹 해체（Ⅱ）          | 国際グループ解体               | 11.5%          | 11.9%            |
| 第35話 | 200톤 물폭탄 - 금강산댐     | 200万トン水爆弾-金鋼山ダム     | 12.8%          | 12.7%            |
| 第36話 | 여간첩 수지김 조작사건      | 女スパイ、スージーキム捏造事件 | 9.0%           | 8.9%             |
| 第37話 | 박종철 고문치사 사건        | 朴鍾哲拷問致死事件             | 10.8%          | 11.5%            |
| 第38話 | 민주당 창당 방해사건-용팔이 | 民主党創党妨害事件-ヨンパリ    | 11.6%          | 11.9%            |
| 第39話 | 6.10 항쟁                   | 6.10抗争                       | 15.5%          | 15.5%            |
| 第40話 | 6.29 선언                   | 6.29宣言                       | 14.9%          | 14.9%            |
| 第41話 | 적과 동지                   | 敵と同志                       | 17.9%          | 17.4%            |

## 反応
放映当時登場人物の大半が健在ということもあり、当事者たちから激しい抗議を受けるなど大きな物議を醸した。
当時軍の中枢だった許和平、鄭鎬溶、黄永時、高明昇、張世東、李鶴捧、鄭棹永、張基梧、申允熙、李基龍、崔雄ら12名は、本作は事実を意図的に歪曲し軍部の残虐さをアピールした「政治報復のツール」であるとし三度にわたって共同抗議声明を発表、一方制作側も最終回終了後反論文を発表した。
また、当時国家安全企画部の特別補佐官朴哲彦はスージー・キム事件に自身が関与したかのような描写がなされているとして名誉棄損でMBCとプロデューサーを相手に訴訟を起こし、一部勝訴判決を受けた。